# بيتر برانز
بيتر برانز (بالألمانية: Peter Bruns)‏ هو أستاذ جامعي وموسيقي ألماني، ولد في 1963 في برلين في ألمانيا.

## وصلات خارجية
- بيتر برانز على موقع ميوزك برينز (الإنجليزية)
- بيتر برانز على موقع ديسكوغز (الإنجليزية)